# ماريانا راتس
ماريانا راتس مواليد 17 ديسمبر 1959، هي لاعبة كرة يد نمساوية معتزلة. مثلت منتخب النمسا لكرة اليد للسيدات. شاركت في دورة الألعاب الأولمبية الصيفية سنة 1992.

## روابط خارجية
- ماريانا راتس على موقع أوليمبيديا (الإنجليزية)